# 14 شعبان
- السبت
- الأحد
- الاثنين
- الثلاثاء
- الأربعاء
- الخميس
- الجمعة

- 2525 يناير 2025
- 2626 يناير 2025
- 2727 يناير 2025
- 2828 يناير 2025
- 2929 يناير 2025
- 3030 يناير 2025
- 131 يناير 2025
- 21 فبراير 2025
- 32 فبراير 2025
- 43 فبراير 2025
- 54 فبراير 2025
- 65 فبراير 2025
- 76 فبراير 2025
- 87 فبراير 2025
- 98 فبراير 2025
- 109 فبراير 2025
- 1110 فبراير 2025
- 1211 فبراير 2025
- 1312 فبراير 2025
- 1413 فبراير 2025
- 1514 فبراير 2025
- 1615 فبراير 2025
- 1716 فبراير 2025
- 1817 فبراير 2025
- 1918 فبراير 2025
- 2019 فبراير 2025
- 2120 فبراير 2025
- 2221 فبراير 2025
- 2322 فبراير 2025
- 2423 فبراير 2025
- 2524 فبراير 2025
- 2625 فبراير 2025
- 2726 فبراير 2025
- 2827 فبراير 2025
- 2928 فبراير 2025

14 شعبان أو 14 شعبان المُعَظّم أو يوم 14 \ 8 (اليوم الرابع عشر من الشهر الثامن) هو اليوم الحادي والعُشرون بعد المائتين (221) من أيَّام السنة (أو الثاني والعُشرون بعد المائتين لو كان شهر جمادى الآخرة مُتممًا لليوم الثلاثين أو الثالث والعُشرون بعد المائتين لو أتم كلاً من صفر وربيع الآخر وجمادى الآخرة ثلاثين يوماً) وفق التقويم الهجري القمري (العربي). يبقى بعده 133 أو 134 يومًا لانتهاء السنة.

## أحداث
- 1245هـ - مجلس الوزراء الفرنسي يقر في جلسة خاصة احتلال الجزائر.
- 1351هـ - صدور مرسوم ملكي بإنشاء مجمع للغة العربية بالقاهرة؛ للحفاظ على سلامة اللغة العربية، وجعلها وافية بمطالب العصر، وقد سبق إنشاء هذا المجمع محاولات عديدة، لكن لم يُكتب لها النجاح.
- 1377هـ - الإعلان عن الدستور المؤقت للجمهورية العربية المتحدة من دمشق وذلك بعد اتحاد مصر وسوريا.
- 1380هـ - جامعة الدول العربية تعقد اجتماعًا لها في بغداد، وافق فيه جميع الأعضاء على ضرورة إرسال شحنات من الأسلحة لمساعدة الثوار الجزائريين؛ للدفاع عن حقهم المشروع في تحرير بلادهم من الاستعمار الفرنسي.
- 1381هـ - أمير دولة الكويت الشيخ عبد الله السالم الصباح يفتتح أولى جلسات المجلس التأسيسي المنتخب والمكلف بوضع دستور للدولة.
- 1386هـ - أمير الكويت الشيخ صباح السالم الصباح يفتتح جامعة الكويت.
- 1402هـ - القوات الإسرائيلية بقيادة وزير الدفاع أرئيل شارون تغزو لبنان، وترتكب مذبحة صابرا وشاتيلا ضد الفلسطينيين. وكان من نتائج هذا الغزو تأسيس حزب الله اللبناني تحت زعامة السيد محمد حسين فضل الله، حيث قاد هذا الحزب المقاومة حتى تحرير أغلب الجنوب اللبناني، وخسرت إسرائيل في هذا الغزو أكثر من 900 جندي قتيل.
- 1411هـ - العراق يعلن قبوله بجميع قرارات الأمم المتحدة المتعلقة بغزوه للكويت.
- 1416هـ - اغتيال القيادي في حركة حماس يحيى عياش بقنبلة زرعت في جواله من قبل المخابرات الإسرائيلية.
- 1428هـ - زعيم حزب ائتلاف الأمل الماليزي أنور إبراهيم يفوز بانتخابات ولاية ڤولاو ڤينڠ.
- 1430هـ -
  - محمود أحمدي نجاد يؤدي اليمين الدستورية رئيسًا لِإيران لِولايةٍ ثانية، وسط موجة احتجاجات عريضة على نتائج الانتخابات الرئاسية.
  - الجنرال محمد ولد عبد العزيز يؤدي اليمين الدستورية رئيسًا لموريتانيا بعد عام على الانقلاب الذي قاده.
- 1437هـ -
  - مقتل زعيم طالبان أختر محمد منصور بصاروخ من طائرة أميركية بدون طيار.
  - وفاة 23 شخصا على الأقل وإجلاء نحو 500 ألف آخرين، جراء الإعصار "روانو" الذي ضرب سواحل بنغلاديش.

## مواليد
- 1245هـ - عبد العزيز الأول، السلطان العثماني الثاني والثلاثون.
- 1313هـ - دولت أبيض، ممثلة مصرية.
- 1363هـ - بطرس حرب، سياسي لبناني.
- 1376هـ - شعبان عبد الرحيم، مغني شعبي مصري.
- 1380هـ - سليم الصايغ، سياسي لبناني.
- 1396هـ - وعد، مغنية سعودية.
- 1408هـ - روعة السعدي، ممثلة سورية.

## وفيات
- 1286هـ - الطيب بوعشرين، فقيه وصدر أعظم مغربي.
- 1347هـ - عبد العزيز جاويش، مجاهد مصري وأحد رواد الإصلاح والعمل الوطني ومناصر للدولة العثمانية.
- 1416هـ - يحيى عياش، قيادي في حركة حماس.
- 1428هـ - إدريس البصري، سياسي مغربي.
- 1431هـ - كامل الأسعد، رئيس مجلس النواب اللبناني.
- 1435هـ - ماجد سلطان، ممثل كويتي.
- 1437هـ - أختر محمد منصور، زعيم تنظيم طالبان.
- 1440هـ - عفيف عبد الرحمن، لغوي وأكاديمي أدبي فلسطيني - أردني.
- 1441هـ - أميرة نور الدين، شاعرة وأكادمية عراقية.

## مناسبات
- ليلة منتصف شعبان

## وصلات خارجية
- موقع قصة الإسلام: حدث في شهر شعبان.